# پارالیتیتان
پارالیتیتان (نام علمی: Paralititan) نام یک سرده از زیرراسته سوسمارپاشکلان است.